# 오오카 다다스케
오오카 다다스케(일본어: 大岡忠相, 1677년 ~ 1752년 2월 3일)는 에도 시대 중기의 막신, 다이묘이다. 미카와(三河) 니시오히라번(西大平藩) 초대 번주. 제9대 쇼군 도쿠가와 이에시게의 측근 오오카 다다미쓰와는 일가 친척(종가로 따지면 8촌 조부, 혈연으로 따지면 7촌 숙부)에 해당한다. 종가 당주 오오카 다다자네의 데릴사위가 되어 종가를 잇게 되었다.

## 같이 보기
- 2월 3일

| 전임 오오카 다다자네 | 제5대 오오카 종가 당주 1700년 ~ 1751년 | 후임 오오카 다다요시 |

| 전임 마쓰노 스케요시 | 에도 남정봉행 1717년 ~ 1736년 | 후임 마쓰나미 마사하루 |

|  | 제1대 니시오히라 번 번주 1748년 ~ 1751년 | 후임 오오카 다다요시 |